# Aeroportul Internațional Quetta
Aeroportul Internațional Quetta (IATA: UET, ICAO: OPQT) este un aeroport din Belucistan, Pakistan ce deservește zona Quetta⁠(d). A fost numit după zona deservită.
Situat la o altitudine de 1.605 m, aeroportul dispune de o singură pistă. Este operat de Pakistan Civil Aviation Authority⁠(d).